# Country-Musik 1934
Die Liste bietet eine Übersicht über das Jahr 1934 im Genre Country-Musik.

## Ereignisse
- In Charleston, West Virginia, geht die WCHS Old Farm Hour auf Sendung

## Top-Hits des Jahres
- Down Yonder – Gid Tanner and his Skillet Lickers
- My Mary – W. Lee O’Daniel and his Light Crust Doughboys mit Leon Huff
- Ragged But Right – Riley Puckett
- Tumbling Tumbleweeds – Sons of the Pioneers

## Geboren
- 6. Januar – Bobby Lord
- 18. Februar – Skip Battin
- 18. März – Charley Pride
- 25. März – Johnny Burnette
- 31. März – John D. Loudermilk
- 1. April – Jim Ed Brown
- 11. April – Jimmy Lee Fautheree
- 7. Juni – Wynn Stewart
- 5. August – Vern Gosdin
- 19. August – Al Ferrier
- 14. September – Don Walser
- 17. September – Mack Banks
- 31. Oktober – Ray Smith